# Danny Hegan
Daniel "Danny" Hegan (14 de junio de 1943 – 6 de agosto de 2015) fue un jugador profesional de fútbol nacido en Escocia, que representó a Irlanda del Norte a nivel internacional. 
Hegan ganó siete campeonatos para Irlanda del Norte en una carrera en la que jugó en 207 partidos para el equipo Ipswich Town. También jugó para los Black Country rivals, West Bromwich Albion y Wolves, participando en la Final de la Copa UEFA 1972 para los Wolves. Finalizó su carrera en el Sunderland A.F.C., su primer club inglés.